# Meschetiska turkar
Meschetier, även kända som Meschetiska turkar och Achaltsicheturkar / Ahiskaturkar (georgiska: მესხეთის თურქები; turkiska: Ahıska Türkleri), är en folkgrupp som var främst bosatt i den historiska regionen Meschetien (idag Samtsche-Dzjavachetien) i sydvästra Georgien längs gränsen mot Turkiet.
Idag är meschetier bosatta i flera tidigare sovjetstater (såväl som i Turkiet och USA), främst på grund av deporteringar under andra världskriget. Under Sovjetunionen ville Josef Stalin rensa den turkiska befolkningen ur Meschetien eftersom de skulle vara benägna att vara fientligt inställda till en sovjetisk invasion. 1944 anklagades meschetierna för smuggling, kriminalitet och spionage för sina anhöriga på andra sidan landgränsen. Under samma period fördes nationalistisk politik med budskap stödd av slogans som "Georgien för georgier" och att meschetier skulle sändas till Turkiet där "de hörde hemma".
Uppskattningsvis deporterades 115 000 meschetier till Centralasien och endast ett hundratal har kunnat återvända till Georgien efter det. Enligt nutida beräkningar finns det omkring 500 000–600 000 meschetier globalt. En majoritet av dessa finns i länder som Kazakstan (cirka 150 000), Azerbajdzjan (cirka 100 000) samt i Kirgizistan (cirka 50 000). I Georgien bor idag enbart mellan 500 och 1000 meschetier.